# امیلی دیدوناتو
امیلی دیدوناتو (زاده ۲۴ فوریه ۱۹۹۱) یک مدل ایتالیایی تبار با هویت ملی آمریکایی است.

## اوایل زندگی
دیدوناتو در گوشن، نیویورک متولد شده‌است، وی از تبار ایتالیایی، ایرلندی، و بومیان آمریکایی است. اجداد او از ایتالیا به آمریکا مهاجرت کرد.
بعد از این یکی از دوستان خانواده او را به دنبال مدل تشویق کرد.او در ۱۰ سالگی و در یک فروشگاه به عنوان مدل کشف شد و سپس در سال ۲۰۰۸،با آژانس مدلینگ ریکووست قرارداد بست و در همان سال چهره برند گس شد. دیدوناتو بعدها با آژانس مدلینگ آی ام جی( IMG )قرارداد بست.
او خودش گفته "دوست دارم یک روزی تبدیل به یک بازیگر شوم."
بر اساس برخی مدارک،او با بازیگر مشهور هالیوودی فیلم "شاهزاده پارسی" جیک جینلهال "رابطه داشته اشت.
در ژوئیه ۲۰۱۸ دیدوناتو با یک سرمایه گذار ازدواج کرد.

## زندگی حرفه ای
- در سال ۲۰۰۹ در هفته مد نیویورک حضور یافت و مجله ووگ آلمان او را "تازه وارد درجه یک" معرفی کرد.
- در بهار ۲۰۰۹،او برای برند "رالف لارن" کار تبلیغاتی کرد و در آگوست همین سال برای برند "ویکتوریاز سیکرت" کار کرد و در همین سال تبدیل به چهره برند میبیلین شد.
- در سال ۲۰۱۰ نیز برای برند "جورجیو آرمانی" کار تبلیغاتی کرد.
- او از سال ۲۰۱۳ تبدیل به یکی از مدل‌های برند لباس شنای اسپورت ایلوستریتد شد.

## افتخارات
- امیلی دیدوناتو به عنوان یکی از زیباترین زنان جهان در لیست جهانی BWC ثبت شده‌است.